# Elternassistenz
Elternassistenz ist eine Leistung zur sozialen Teilhabe nach dem Neunten Buch Sozialgesetzbuch (SGB IX). Die Leistungen werden gewährt, um Mütter und Väter mit Behinderungen bei der Versorgung und Betreuung ihrer Kinder zu unterstützen (§ 4 Abs. 4, § 76 Abs. 2 Nr. 2, § 78 SGB IX).
Der Begriff wurde 2005 von Sozialverbänden als Form der persönlichen Assistenz eingeführt und soll die bisherige Praxis ablösen, betroffene Kinder allein wegen der Behinderung ihrer Eltern in eine Pflegefamilie oder in ein Heim abzugeben, wie es mitunter heute noch z. B. bei blinden Eltern vorkommt.
Problematisch hierbei war, dass das deutsche Recht bis 2017 einen Anspruch auf Elternassistenz nicht kannte. Erst mit dem Bundesteilhabegesetz (BTHG) wurde in § 78 Abs. 3 SGB IX ein Anspruch auf Elternassistenz ausdrücklich gesetzlich geregelt. Vorher konnten Leistungen der Eingliederungshilfe für behinderte Menschen nur für die Überwindung eigener behinderungsbedingter Schwierigkeiten, nicht jedoch für die behinderungsbedingt notwendige Unterstützung bei der Erziehung der Kinder bewilligt werden.
Als Leistung der Eingliederungshilfe fällt die Elternassistenz in die Zuständigkeit der Sozialhilfeträger (§ 53, § 3 SGB XII). Im Zuge der Reform der Eingliederungshilfe durch das BTHG wird die Eingliederungshilfe jedoch bis 2023 aus dem Recht der Sozialhilfe (SGB XII) herausgelöst und in einem neuen Teil 2 des SGB IX (Rehabilitation und Teilhabe von Menschen mit Behinderung) vollständig neu geregelt. Auch nach Inkrafttreten des BTHG verbleibt es aber bei der grundsätzlichen Abhängigkeit der Leistungen der Eingliederungshilfe von Einkommen und Vermögen. Allerdings ändert sich die Berechnungsmethode bei der Einkommensanrechnung, der bisherige Freibetrag bei der Vermögensanrechnung wird erhöht.
Elternassistenz besteht in der personellen Unterstützung durch eine Assistenzkraft in allen Bereichen des täglichen Lebens, in
denen Mütter und Väter auf Grund ihrer Behinderung Hilfe und Unterstützung benötigen, z. B. beim Wickeln des Kindes oder bei Tätigkeiten im Haushalt. Die
Erziehungsrecht verbleibt aber bei den Eltern.
Elternassistenz kann als Sachleistung oder in Form eines persönlichen Budgets beantragt werden.